# Paul Lapie
Pour les articles homonymes, voir Lapie.
Paul Lapie, né à Montmort le 4 septembre 1869 et mort le 24 janvier 1927, est un maître de conférences à l'Université de Rennes.
Il est le père de Pierre-Olivier Lapie.

## Biographie
Paul Lapie entre dans l'administration de l'Instruction publique en tant que recteur de l'Académie de Toulouse, directeur de l'enseignement primaire, enfin recteur  de l'Académie de Paris.
En 1925, il s'occupe de la réforme du brevet élémentaire, du brevet supérieur et de la réorganisation des Écoles normales.
Il s'engage pour une école laïque. Il s'implique dans le projet de coopération scolaire proposé par Barthélemy Profit dont, selon lui, l'objectif est « de doter l'école d’un matériel adapté aux nouvelles méthodes pédagogiques, en un mot pour la faire vivre et progresser ».
Philosophe et sociologue, il collabore avec Durkheim à L'Année sociologique.

## Œuvres
- Les civilisations tunisiennes : Musulmans, Israélites, Européens, 304 p., Paris, F. Alcan, 1898.
- De justitia apud Aristotelem, Paris, F. Alcan, 1902, 75 p.
- La femme dans la famille, Paris, O. Doin, 1908, 4-334 p. lire en ligne sur Gallica
- La justice par l'État, étude de morale sociale, coll. « Bibliothèque de philosophie contemporaine », Paris, F. Alcan, 1899, 215p.
- Lectures morales, extraites des auteurs anciens et modernes et précédées d'entretiens moraux, publiées conformément aux programmes officiels du 31 mai 1902, « Classes de quatrième et de troisième A et B », Paris, Hachette, 1903, VI-600 p.
- Logique de la volonté, coll. « Bibliothèque de philosophie contemporaine », Paris, F. Alcan, 1902, 400 p. lire en ligne sur Gallica
- Morale et pédagogie, Paris, F. Alcan, 1927, XXIII-238 p.
- Morale et science [1ère série], conférences faites à la Sorbonne, Paris, F. Nathan, 1923, 222 p.
- Pédagogie française, Paris, F. Alcan, 1920, 216 p.
- Pour la raison, Paris, F. Rieder et Cie, nouvelle édition 1921, III-I-178 p.
- L'École et les écoliers, Paris, F. Alcan, 1923, IV-187 p.
- L'Instituteur et la guerre, Paris, H. Didier, 1915, 76 p.
- Morale et science [2e série], conférences faites à la Sorbonne, Paris, F. Nathan, 1924, Célestin Bouglé (1870-1940), Paul Lapie (1869-1927), Dominique Parodi (1870-1955), Pierre-Félix Pécaut (1866-1946), 167 p.
- La Science de l'éducation, Paris, Larousse, 1915, 30 p.

## Postérité
Un lycée de Courbevoie construit en 1930 porte le nom de Paul Lapie, ainsi qu'un lycée à Lunéville en Meurthe-et-Moselle. Une rue et une école de Bordeaux portent son nom, dans le quartier de Caudéran, ainsi qu'une école maternelle et primaire à Talence, dans la banlieue de Bordeaux, et des écoles primaires à Châlons-en-Champagne dans la Marne, ainsi qu'à Chamalières dans le Puy-de-Dôme.